# Donald Young (tennis)
Pour les articles homonymes, voir Young et Donald Young.
Donald Young Jr., né le 23 juillet 1989 à Chicago, est un joueur de tennis américain, spécialiste sur surfaces dures. Il passe professionnel en 2004.

## Carrière
Il est le plus jeune champion du monde junior de l'histoire du tennis. Il a été couronné le jeudi 8 décembre 2005 à l'âge de 16 ans et cinq mois, soit un mois plus jeune que Richard Gasquet lorsque celui-ci avait été sacré champion du monde junior par la Fédération internationale de tennis (ITF), à la fin de la saison 2002. Donald Young est devenu champion du monde grâce à sa qualification pour les quarts de finale du tournoi de Key Biscayne, conjuguée à la défaite du Croate Marin Čilić, deuxième du classement mondial avant ce tournoi.
Donald Young était déjà devenu la même année le plus jeune numéro un junior de l'histoire après avoir été le plus précoce vainqueur de l'Open d'Australie junior, en janvier 2005.
Il a remporté sept tournois Challenger (Aptos en 2007, Sacramento en 2008, Calabasas en 2009, Carson en 2010, Tallahassee en 2011, León et Napa en 2013).
En 2011, il ne passe pas le 1er tour à l'Open d'Australie contre Marin Čilić (6-3, 6-2, 6-1). À l'US Open, il réalise l'exploit de parvenir en 1/8 de finale contre Andy Murray, en battant tour à tour Lukáš Lacko (6-4, 6-2, 6-4), Stanislas Wawrinka (7-6, 3-6, 2-6, 6-3, 7-6) et Juan Ignacio Chela (7-5, 6-4, 6-3).
Sur le circuit ATP, il a atteint 2 finales en simple qu'il a perdues, à Bangkok en 2011 face à Andy Murray et à Delray Beach en 2015 face à Ivo Karlović. Il a également atteint une finale en double avec Artem Sitak au tournoi de Memphis 2015.
En 2015, à l'US Open, il réalise l'exploit de parvenir en 1/8 de finale (comme en 2011) contre Stanislas Wawrinka 5e mondial, où il lui prend un set (6-4, 1-6, 6-3, 6-4). Il bat pour cela au passage : Gilles Simon tête de série no 11 (2-6, 4-6, 6-4, 6-4, 6-4) en remontant un handicap de deux sets, puis Aljaž Bedene (3-6, 6-4, 6-4, 6-2) et la tête de série no 22 Viktor Troicki (4-6, 0-6, 7-63, 6-2, 6-4) en faisant un retour comme lors du premier tour.

## Palmarès

### Finales en simple messieurs
| No | Date       | Nom et lieu du tournoi                                    | Catégorie | Dotation  | Surface    | Vainqueur    | Score    |          |
| -- | ---------- | --------------------------------------------------------- | --------- | --------- | ---------- | ------------ | -------- | -------- |
| 1  | 26-09-2011 | PTT Thailand Open, Bangkok                                | ATP 250   | 587 000 $ | Dur (int.) | Andy Murray  | 6-2, 6-0 | Parcours |
| 2  | 16-02-2015 | Delray Beach Open by The Venetian Las Vegas, Delray Beach | ATP 250   | 488 225 $ | Dur (ext.) | Ivo Karlović | 6-3, 6-3 | Parcours |

### Finales en double messieurs
| No | Date       | Nom et lieu du tournoi | Catégorie | Dotation     | Surface      | Vainqueurs                            | Partenaire        | Score             |          |
| -- | ---------- | ---------------------- | --------- | ------------ | ------------ | ------------------------------------- | ----------------- | ----------------- | -------- |
| 1  | 09-02-2015 | Memphis Open Memphis   | ATP 250   | 585 870 $    | Dur (int.)   | Mariusz Fyrstenberg Santiago González | Artem Sitak       | 5-7, 7-61, [10-8] | Parcours |
| 2  | 30-05-2017 | Roland-Garros Paris    | G. Chelem | 16 790 000 € | Terre (ext.) | Ryan Harrison Michael Venus           | Santiago González | 7-65, 64-7, 6-3   | Parcours |

### Finale en double mixte
| No | Date       | Nom et lieu du tournoi   | Catégorie | Dotation  | Surface    | Vainqueurs                   | Partenaire      | Score     |          |
| -- | ---------- | ------------------------ | --------- | --------- | ---------- | ---------------------------- | --------------- | --------- | -------- |
| 1  | 28-08-2024 | US Open Flushing Meadows | G. Chelem | 802 000 $ | Dur (ext.) | Sara Errani Andrea Vavassori | Taylor Townsend | 7-60, 7-5 | Parcours |

## Parcours dans les tournois duGrand Chelem

### En simple
| Année | Open d'Australie | Open d'Australie | Internationaux de France | Internationaux de France | Wimbledon       | Wimbledon        | US Open         | US Open         |
| ----- | ---------------- | ---------------- | ------------------------ | ------------------------ | --------------- | ---------------- | --------------- | --------------- |
| 2005  | —                | —                | —                        | —                        | —               | —                | 1er tour (1/64) | G. Galimberti   |
| 2006  | —                | —                | —                        | —                        | —               | —                | 1er tour (1/64) | Novak Djokovic  |
| 2007  | —                | —                | —                        | —                        | —               | —                | 3e tour (1/16)  | Feliciano López |
| 2008  | 1er tour (1/64)  | Michael Berrer   | 1er tour (1/64)          | Robby Ginepri            | 1er tour (1/64) | Jesse Levine     | 1er tour (1/64) | J. Blake        |
| 2009  | —                | —                | —                        | —                        | —               | —                | 1er tour (1/64) | Tommy Robredo   |
| 2010  | 2e tour (1/32)   | Lleyton Hewitt   | —                        | —                        | —               | —                | 1er tour (1/64) | Gilles Simon    |
| 2011  | 1er tour (1/64)  | Marin Čilić      | —                        | —                        | 1er tour (1/64) | Alex Bogomolov   | 1/8 de finale   | Andy Murray     |
| 2012  | 2e tour (1/32)   | Lukáš Lacko      | 1er tour (1/64)          | Grigor Dimitrov          | 1er tour (1/64) | Mikhail Youzhny  | 1er tour (1/64) | Roger Federer   |
| 2013  | —                | —                | —                        | —                        | —               | —                | 2e tour (1/32)  | Florian Mayer   |
| 2014  | 3e tour (1/16)   | Kei Nishikori    | 3e tour (1/16)           | G. García-López          | 1er tour (1/64) | Benjamin Becker  | 1er tour (1/64) | Blaž Kavčič     |
| 2015  | 2e tour (1/32)   | Milos Raonic     | 1er tour (1/64)          | Santiago Giraldo         | 1er tour (1/64) | Márcos Baghdatís | 1/8 de finale   | S. Wawrinka     |
| 2016  | 1er tour (1/64)  | Santiago Giraldo | 1er tour (1/64)          | T. Gabashvili            | 2e tour (1/32)  | Lucas Pouille    | 2e tour (1/32)  | Ivo Karlović    |
| 2017  | 2e tour (1/32)   | P. Kohlschreiber | 1er tour (1/64)          | David Ferrer             | 2e tour (1/32)  | Rafael Nadal     | 2e tour (1/32)  | Gaël Monfils    |
| 2018  | 1er tour (1/64)  | Novak Djokovic   | —                        | —                        | —               | —                | 1er tour (1/64) | J. M. del Potro |

N.B. : à droite du résultat se trouve le nom de l'ultime adversaire.

### En double messieurs
| Année | Open d'Australie               | Open d'Australie          | Internationaux de France      | Internationaux de France      | Wimbledon                   | Wimbledon              | US Open                      | US Open                          |
| ----- | ------------------------------ | ------------------------- | ----------------------------- | ----------------------------- | --------------------------- | ---------------------- | ---------------------------- | -------------------------------- |
| 2005  | —                              | —                         | —                             | —                             | —                           | —                      | 1er tour (1/32) Sam Querrey  | M. Bertolini F. Volandri         |
| 2006  | —                              | —                         | —                             | —                             | —                           | —                      | 1er tour (1/32) Alex Clayton | S. Aspelin Todd Perry            |
| 2007  | —                              | —                         | —                             | —                             | —                           | —                      | 1er tour (1/32) Rajeev Ram   | A. Calleri Luis Horna            |
| 2008  | —                              | —                         | —                             | —                             | —                           | —                      | 1er tour (1/32) Jesse Levine | R. Lindstedt J. Nieminen         |
| 2009  | —                              | —                         | —                             | —                             | —                           | —                      | 1er tour (1/32) D. Martin    | M. Kohlmann R. Wassen            |
| 2010  | —                              | —                         | —                             | —                             | —                           | —                      | 1er tour (1/32) D. Martin    | M. Chiudinelli Lukáš Lacko       |
| 2011  | —                              | —                         | —                             | —                             | —                           | —                      | 1er tour (1/32) M. Russell   | M. Llodra N. Zimonjić            |
| 2012  | 1er tour (1/32) Jordan Kerr    | M. Llodra N. Zimonjić     | 1er tour (1/32) M. Russell    | T. C. Huey D. Inglot          | 1er tour (1/32) M. Russell  | Max Mirnyi D. Nestor   | 2e tour (1/16) N. Monroe     | J. Benneteau N. Mahut            |
|       |                                |                           |                               |                               |                             |                        |                              |                                  |
| 2014  | —                              | —                         | —                             | —                             | 2e tour (1/16) A. Krajicek  | P. Cuevas D. Marrero   | 1er tour (1/32) N. Monroe    | D. Marrero F. Verdasco           |
| 2015  | 2e tour (1/16) A. Krajicek     | P. Cuevas D. Marrero      | 2e tour (1/16) A. Krajicek    | R. Bopanna F. Mergea          | —                           | —                      | 1/8 de finale M. Russell     | S. Johnson Sam Querrey           |
| 2016  | 2e tour (1/16) A. Krajicek     | Ivan Dodig M. Melo        | —                             | —                             | 1er tour (1/32) N. Monroe   | H. Kontinen John Peers | 1/8 de finale N. Monroe      | P. Carreño-Busta G. García-López |
| 2017  | 1/8 de finale Sam Querrey      | Alex Bolt B. Mousley      | Finale S. González            | R. Harrison M. Venus          | 1er tour (1/32) S. González | P.-H. Herbert N. Mahut | 1er tour (1/32) S. González  | R. Lindstedt J. Thompson         |
| 2018  | 1er tour (1/32) Frances Tiafoe | Jamie Murray Bruno Soares | 1er tour (1/32) Matthew Ebden | Calvin Hemery Stéphane Robert | —                           | —                      | 1er tour (1/32) C. Eubanks   | Robin Haase M. Middelkoop        |

N.B. : le nom du partenaire se trouve sous le résultat ; le nom des ultimes adversaires se trouve à droite.

### En double mixte
| Année | Open d'Australie | Open d'Australie | Internationaux de France | Internationaux de France | Wimbledon | Wimbledon | US Open                         | US Open                        |
| ----- | ---------------- | ---------------- | ------------------------ | ------------------------ | --------- | --------- | ------------------------------- | ------------------------------ |
| 2006  |                  |                  |                          |                          |           |           | 1er tour (1/16) Ashley Weinhold | N. Dechy F. Santoro            |
|       |                  |                  |                          |                          |           |           |                                 |                                |
| 2008  |                  |                  |                          |                          |           |           | 1er tour (1/16) M. Oudin        | C. Black L. Paes               |
|       |                  |                  |                          |                          |           |           |                                 |                                |
| 2011  |                  |                  |                          |                          |           |           | 1er tour (1/16) T. Townsend     | N. Grandin J.-J. Rojer         |
| 2012  | -                | -                | -                        | -                        | -         | -         | 2e tour (1/8) V. Lepchenko      | L. Hradecká F. Čermák          |
| 2013  | -                | -                | -                        | -                        | -         | -         | 1er tour (1/16) V. Duval        | R. Kops-Jones T. C. Huey       |
| 2014  | -                | -                | -                        | -                        | -         | -         | 1/2 finale T. Townsend          | Abigail Spears S. González     |
| 2015  | -                | -                | -                        | -                        | -         | -         | 2e tour (1/8) T. Townsend       | A. Hlaváčková Łukasz Kubot     |
| 2016  | -                | -                | -                        | -                        | -         | -         | 1er tour (1/16) T. Townsend     | Sania Mirza Ivan Dodig         |
|       |                  |                  |                          |                          |           |           |                                 |                                |
| 2018  | -                | -                | -                        | -                        | -         | -         | 1er tour (1/16) T. Townsend     | Nadiia Kichenok Wesley Koolhof |
|       |                  |                  |                          |                          |           |           |                                 |                                |
| 2024  | -                | -                | -                        | -                        | -         | -         | Finale T. Townsend              | Sara Errani A. Vavassori       |

N.B. : le nom de la partenaire se trouve sous le résultat ; le nom des ultimes adversaires se trouve à droite.

## Parcours dans lesMasters 1000
| Année | Indian Wells               | Miami                    | Monte-Carlo            | Rome                   | Hambourg puis Madrid | Canada                  | Cincinnati          | Madrid puis Shanghai | Paris                |
| ----- | -------------------------- | ------------------------ | ---------------------- | ---------------------- | -------------------- | ----------------------- | ------------------- | -------------------- | -------------------- |
| 2005  | 1er tour A. Clément        | 1er tour J.-R. Lisnard   | —                      | —                      | —                    | —                       | —                   | —                    | —                    |
| 2006  | 1er tour Tim Henman        | 1er tour C. Berlocq      | —                      | —                      | —                    | —                       | —                   | —                    | —                    |
|       |                            |                          |                        |                        |                      |                         |                     |                      |                      |
| 2008  | 3e tour R. Nadal           | —                        | —                      | —                      | —                    | 1er tour G. Simon       | 1er tour G. Monfils | —                    | —                    |
|       |                            |                          |                        |                        |                      |                         |                     |                      |                      |
| 2010  | —                          | —                        | —                      | —                      | —                    | —                       | 1er tour E. Gulbis  | —                    | —                    |
| 2011  | 3e tour T. Robredo         | 1er tour D. Istomin      | —                      | —                      | —                    | —                       | —                   | 2e tour S. Wawrinka  | 1er tour Juan Mónaco |
| 2012  | 1er tour S. Darcis         | 1er tour D. Goffin       | 1er tour P.-H. Mathieu | 1er tour G. Simon      | 1er tour V. Troicki  | 1er tour J. Chardy      | 1er tour J. Levine  | —                    | —                    |
|       |                            |                          |                        |                        |                      |                         |                     |                      |                      |
| 2014  | 1er tour M. Russell        | 2e tour John Isner       | —                      | —                      | —                    | 2e tour G. Dimitrov     | —                   | 1er tour M. Jaziri   | 1er tour F. Verdasco |
| 2015  | 3e tour R. Nadal           | 2e tour A. Murray        | —                      | 1er tour Kohlschreiber | 1er tour G. Dimitrov | 1/8 de finale E. Gulbis | —                   | 1er tour V. Estrella | —                    |
| 2016  | 1er tour A. Seppi          | 1er tour A. Seppi        | —                      | —                      | —                    | 2e tour Jack Sock       | —                   | —                    | —                    |
| 2017  | 1/8 de finale K. Nishikori | 1/8 de finale F. Fognini | —                      | 1er tour F. Verdasco   | —                    | 1er tour B. Paire       | 1er tour Tommy Paul | —                    | —                    |
| 2018  | 1er tour Borna Ćorić       | 1er tour L. Mayer        | —                      | —                      | —                    | —                       | —                   | —                    | —                    |
| 2019  | 1er tour H. Hurkacz        | —                        | —                      | —                      | —                    | —                       | —                   | —                    | —                    |

N.B. : sous le résultat se trouve le nom de l’ultime adversaire.

## Victoires sur le top 10
Toutes ses victoires sur des joueurs classés dans le top 10 de l'ATP lors de la rencontre.
| Légende      |
| ------------ |
| Grand Chelem |
| Masters 1000 |
| ATP 500      |
| ATP 250      |

| # | D.Y.   | Tournoi      | Année | Surface    | Adversaire    | Rang | Tour | Score           |
| - | ------ | ------------ | ----- | ---------- | ------------- | ---- | ---- | --------------- |
| 1 | no 143 | Indian Wells | 2011  | Dur        | Andy Murray   | no 5 | 1/32 | 7-64, 6-3       |
| 2 | no 55  | Bangkok      | 2011  | Dur (int.) | Gaël Monfils  | no 9 | 1/2  | 4-6, 7-65, 7-65 |
| 3 | no 79  | Montréal     | 2015  | Dur        | Tomáš Berdych | no 6 | 1/16 | 7-65, 6-3       |

## Classements ATP en fin de saison
| Année          | 2004 | 2005 | 2006 | 2007 | 2008 | 2009 | 2010 | 2011 | 2012 | 2013 | 2014 | 2015 | 2016 | 2017 | 2018 | 2019 | 2020 | 2021 | 2022 | 2023 |
| Rang en simple | 1253 | 571  | 484  | 98   | 140  | 194  | 128  | 39   | 190  | 96   | 57   | 48   | 88   | 61   | 276  | 233  | 323  | 420  | 580  | 1086 |
| Rang en double | –    | 1438 | 989  | 204  | 453  | 487  | 245  | 414  | 248  | 386  | 279  | 114  | 174  | 49   | 209  | 234  | 338  | 451  | 2019 | –    |

Source : (en) Classements de Donald Young sur le site officiel de la Fédération internationale de tennis